# Regiunea Lacs
Regiunea Lacs este una dintre cele 19 unități administrativ-teritoriale de gradul I ale statului Coasta de Fildeș.